# Вулиця Весела (Львів)
Вулиця Ве́села — вулиця у Галицькому районі міста Львова, неподалік центральної частини Львова. Сполучає вулицю Сянську з площею Святого Теодора.
Прилучаються вулиці Князя Мстислава Удатного та Підмурна. 

## Історія
Вулиця виникла у XVII столітті під час розбудови єврейської дільниці Краківського передмістя. На карті Львова 1777 року Йозефа Даніеля фон Губера позначений маленький провулок на місці сучасної вулиці між площею Святого Теодора та сучасною вулицею Князя Мстислава Удатного, а південніше на карті показано видовжену будівлю. Приблизно до 1820-х років ця будівля згоріла або була розібрана, адже на мапі 1829 року на її місці видно продовжений провулок. У середині XIX століття сучасна вулиця Весела мала назви Хасидим поперечна та Старозаконна поперечна. Сучасна назва — з 1871 року, і згідно з путівником Баранського, назва є жартівливою і надана була довільно.

## Забудова
В архітектурному ансамблі вулиці Веселої переважають сецесія та конструктивізм. Колись вулиця Весела була частиною єврейського кварталу. 
№ 1 — триповерхова чиншова кам'яниця, перебудована на початку XX століття у стилі сецесії. Тоді ж була оздоблена притаманним цьому стилю рослинним орнаментом та металевою брамою з сецесійними ґратами. Тут за польських часів містився магазин кухонного посуду Марґеля і Реннера. 
№ 3 — у міжвоєнний період тут містилася пекарня Шпроцера, нині цієї адреси не існує. 
№ 4 — триповерхова кам'яниця була перебудована близько 1910 року у стилі раціональної постсецесії, зберігся балкон з оригінальними кронштейнами. У будинку розташовувалася невелика синагога «Керен Хамед» («Прекрасний промінь»). 
№ 5 — кам'яниця зведена у 1910 році, також у стилі раціональної постсецесії. Будинок триповерховий, має два балкони з сецесійними металевими ґратами та брамою у тому ж стилі. Всередині будинку збереглася оригінальна орнаментальна плитка. Тут до 1939 року працювала перукарня Газельмуса, у 1950-х роках — бляхарська майстерня міського побутового комбінату, нині тут ресторан вірменської кухні «Арарат». 
№ 7 — житловий будинок, в якому за радянських часів містився штаб добровільних народних дружин Шевченківського району міста Львова.

## Археологічні дослідження
У жовтні 2014 року, під час розкопок перед будівництвом готелю, на вулиці Веселій 5, археологи виявили поселення давніх слов'ян. На глибині п'яти метрів фахівці знайшли господарські ями, уламки ліпного посуду та прясельце. Попередньо дослідники датують їх серединою VII століття та відносять до празько-корчацької археологічної культури. Окрім цього, археологи виявили та дослідили культурні нашарування, рештки забудови та уламки артефактів, зокрема люльок та кераміки, XV—XVIII століть.
2018 року проведено дослідження цієї ж ділянки, які є продовженням розкопок, що проводилися у 2014—2015 роках. Цього разу вчені дослідили невелику ділянку площею усього 50 м². Тут було зафіксовано чотири нерухомі археологічні об'єкти, зокрема, найцікавішим з них є залишки заглибленої споруди квадратної форми, яка датується XIII століттям. Культурно-хронологічну приналежність ще двох об'єктів не визначено у зв'язку з відсутністю в них рухомого археологічного матеріалу. Також археологи частково зафіксували поховання пізнього середньовіччя за межами будівельного котловану.